# Casimir de Toulouse
Pour les articles homonymes, voir Casimir et Toulouse (homonymie).
 (décembre 2023).
Si vous disposez d'ouvrages ou d'articles de référence ou si vous connaissez des sites web de qualité traitant du thème abordé ici, merci de compléter l'article en donnant les références utiles à sa vérifiabilité et en les liant à la section « Notes et références ».
 (décembre 2023).
Casimir de Toulouse, né en 1633 à Toulouse et mort en 1674 à Perpignan, est un théologien français.

## Biographie
Frère mineur capucin de la province de Toulouse, il étudie à Millau. Il est élu lecteur de philosophie à Narbonne en 1666, puis à Montpellier et finalement à Perpignan. Sa principale œuvre de philosophie, Atomi peripateticae, sive tum veterum tum recentiorum atomistarum placita ad neotericae peripateticae scholae methodum redacta (Béziers, 1674, 6 vol.), est un témoignage de la réception scolastique des doctrines de l'atomisme moderne, en particulier dans le sud de la France. Casimir se montre favorable à l'intégration de ces doctrines dans le cadre d'une philosophie aristotélicienne rénovée, ce qui vaut à l'ouvrage d'être amplement discuté par ses contemporains (notamment par Juan Caramuel y Lobkowitz) et suscite également quelques controverses au sein de l'Église, au point que les volumes II-VI sont finalement condamnés par l'Index le 26 novembre 1680, donec corrigantur. On lui doit également quelques œuvres d'hagiographie capucine fréquemment rééditées.

## Œuvres
- Atomi peripateticae sive tum veterum tum recentiorum Atomistarum placita (6 volumes), Béziers, 1674.
- Vie du duc de Modène, capucin, Béziers, 1674.
- Vie de sœur Jacquette Bachelier, 1669.